# Morrinhos (Guarujá)
Morrinhos é um bairro da cidade de Guarujá. O bairro tem um pouco mais de 25 anos de existência, atualmente é um dos bairros mais populosos da cidade de Guarujá, onde conta com a média de 20.000 habitantes. Sua média de classe social é C,D e E. As moradias em sua grande maioria são de alvenaria, conta também com moradias (prédios) através da Companhia de Desenvolvimento Habitacional e Urbano (CDHU).[carece de fontes?]
O loteamento do bairro é subdivido em 4 partes, Morrinhos 1, 2, 3 e 4, onde os conjuntos de loteamento 3 e 4 encontra-se em obras de saneamento básico através do governo do Estado. Existem várias instalações públicas e comerciais. O bairro possui escolas, policlínica, centro comunitário, creches, igrejas, cemitério, supermercados, farmácias, comércio de roupas, artesanatos, informática, entre outros. Há também diversos projetos sociais e Ong's no bairro. Sendo ele muito bem estruturado nos acessos viários.[carece de fontes?]
Tem uma boa localização, sendo próxima à Rodovia Cônego Domênico Rangoni (sentido bairro da Enseada), a 6 km (10 minutos) do Centro da cidade e das praias. É o bairro natal da professora Maria Antonieta de Brito, ex-prefeita (2013-2017).[carece de fontes?]
O bairro também ficou bastante conhecido depois que, em 3 de maio de 2014, num sábado, teve aqui lugar o linchamento de uma mulher identificada como Fabiane Maria de Jesus. O ataque a esta mulher teria sido desencadeado por boatos dispersos pela internet que alegavam que Fabiane seria uma suposta raptora de crianças e feiticeira. O linchamento foi realizado por aproximadamente cem pessoas e outras mil presenciaram o acontecimento sem nunca terem intervindo, no entanto. A mulher acabou por ser resgatada pela Polícia da localidade de Guarujá mas, devido aos danos físicos provocados, faleceu pouco tempo depois.